# Classe ATC A03
La classe ATC A03, dénommée « Médicaments utilisés en cas de problèmes fonctionnels gastro-intestinaux », est un sous-groupe thérapeutique de la classification anatomique, thérapeutique et chimique, développée par l'OMS pour classer les médicaments et autres produits médicaux. La classe ATC vétérinaire correspondante dans la classification ATCvet est QA03. Le sous-groupe présenté ici est celui établi par l'OMS, et peut donc différer des versions dérivées utilisées dans certains pays. Il fait partie du groupe anatomique A de la classification, intitulé « Système digestif et métabolisme ».

## A03A Médicaments en cas de troubles fonctionnels gastro-intestinaux

### A03AAAnticholinergiquessynthétiques,estersd'amines tertiaires
A03AA01 Oxyphencyclimine
A03AA03 Camylofine
A03AA04 Mébévérine
A03AA05 Trimébutine
A03AA06 Rocivérine
A03AA07 Dicyclovérine
A03AA08 Dihexyvérine
A03AA09 Difemerine
A03AA30 Pipéridolate

### A03AB Anticholinergiques synthétiques, ammoniums quaternaires
A03AB01 Benzilone
A03AB02 Glycopyrronium
A03AB03 Oxyphenonium
A03AB04 Penthiénate
A03AB05 Propanthéline
A03AB06 Bromure d'otilonium
A03AB07 Méthanthéline
A03AB08 Tridihexéthyl
A03AB09 Isopropamide
A03AB10 Hexocyclium
A03AB11 Poldine
A03AB12 Mépenzolate
A03AB13 Bévonium
A03AB14 Pipenzolate
A03AB15 Diphémanil
A03AB16 Iodure de (2-benzhydryloxyéthyl)diéthyl-methylammonium
A03AB17 Iodure de tiémonium
A03AB18 Bromure de prifinium
A03AB19 Bromure de timépidium
A03AB21 Fenpivérinium
A03AB53 Oxyphénonium, associations
QA03AB90 Benzétimide
QA03AB92 Carbachol
QA03AB93 Néostigmine

### A03ACAntispasmodiquesde synthèse,amidesd'amines tertiaires
A03AC02 Diméthylaminopropionylphénothiazine
A03AC04 Nicofétamide
A03AC05 Tiropramide

### A03AD Papavérine et dérivés
A03AD01 Papavérine
A03AD02 Drotavérine
A03AD30 Moxavérine

### A03AE Substances agissant sur les récepteurs de lasérotonine
A03AE01 Alosétron
A03AE03 Cilansétron

### A03AX Autres médicaments en cas de troubles fonctionnels du côlon
A03AX01 Fenpiprane
A03AX02 Diisopromine
A03AX03 Chlorbenzoxamine
A03AX04 Pinaverium
A03AX05 Fenoverine
A03AX06 Idanpramine
A03AX07 Proxazole
A03AX08 Alvérine
A03AX09 Trepibutone
A03AX10 Isometheptene
A03AX11 Caroverine
A03AX12 Phloroglucinol
A03AX13 Silicones
A03AX14 Valéthamate
A03AX30 Triméthyldiphenylpropylamine
A03AX58 Alvérine, assocations
QA03AX63 Silicones, assocations
QA03AX90 Physiostigmine
QA03AX91 Macrogol ricinoléate (NFN)

## A03BBelladoneet dérivés, seuls

### A03BA Alcaloïdes de la belladone, amines tertiaires
A03BA01 Atropine
A03BA03 Hyoscyamine
A03BA04 Alcaloïdes totaux de la belladone

### A03BB Alcaloïdes de la belladone, semisynthétiques, ammoniums quaternaires
A03BB01 Butylscopolamine
A03BB02 Méthylatropine
A03BB03 Méthylscopolamine
A03BB04 Fentonium
A03BB05 Bromure de cimétropium

## A03CAntispasmodiquesassociés à despsycholeptiques

### A03CAAnticholinergiquesde synthèse associés à despsycholeptiques
A03CA01 Isopropamide et psycholeptiques
A03CA02 Clidinium et psycholeptiques
A03CA03 Oxyphencyclimine et psycholeptiques
A03CA04 Bromure d'otilonium et psycholeptiques
A03CA05 Glycopyrronium et psycholeptiques
A03CA06 Bevonium et psycholeptiques
A03CA07 Ambutonium et psycholeptiques
A03CA08 Diphemanil et psycholeptiques
A03CA09 Pipenzolate et psycholeptiques
A03CA30 Emepronium et psycholeptiques
A03CA34 Propanthéline et psycholeptiques

### A03CB Belladone et dérivés associés à despsycholeptiques
A03CB01 Méthylscopolamine et psycholeptiques
A03CB02 Alcaloïdes totaux de la belladone et psycholeptiques
A03CB03 Atropine et psycholeptiques
A03CB04 Méthylhomatropine et psycholeptiques
A03CB31 Hyoscyamine et psycholeptiques

### A03CC Autres antispasmodiques associés à des psycholeptiques
Vide

## A03D Antispasmodiques associés à des analgésiques

### A03DA Anticholinergiques de synthèse associés à des analgésiques
A03DA01 Tropenzilone et analgésiques
A03DA02 Pitofenone et analgésiques
A03DA03 Bevonium et analgésiques
A03DA04 Ciclonium et analgésiques
A03DA05 Camylofin et analgésiques
A03DA06 Trospium et analgésiques
A03DA07 Iodure de tiémonium et analgésiques

### A03DB Belladone et dérivés associés à des analgésiques
A03DB04 Butylscopolamine et analgésiques

### A03DC Autres antispasmodiques associés à des analgésiques
Vide

## A03E Antispasmodiques et anticholinergiques associés à d'autres médicaments

### A03EA Antispasmodiques, psycholeptiques et analgésiques en association
Vide

### A03ED Antispasmodiques associés à d'autres médicaments
Vide

## A03F Propulsifs

### A03FA Propulsifs
A03FA01 Métoclopramide
A03FA02 Cisapride
A03FA03 Dompéridone
A03FA04 Bromopride
A03FA05 Alizapride
A03FA06 Clébopride
A03FA07 Itropride
A03FA08 Cinitapride
QA03FA90 Physiostigmine